# Michael Muhlfriedel
Michael Muhlfriedel est un compositeur de musiques de films.

## Filmographie
- 1988 : Meng guo jie
- 1990 : Tribes (en) (série TV)
- 1991 : Life As We Know It! (TV)
- 1991 : Sibs (série TV)
- 1994 : The Itsy Bitsy Spider (en) (série TV)
- 1994 : My Father, ce héros (My Father the Hero)
- 1995 : Le Courage d'un con (Tommy Boy)
- 1996 : Who Stole Santa? (vidéo)
- 1996 : Christmas in Oz (vidéo)
- 1996 : Virtual Oz (vidéo)
- 1996 : Toto Lost in New York (vidéo)
- 1996 : The Nome Prince and the Magic Belt (vidéo)
- 1997 : St. Patrick's Day
- 1997 : Plump Fiction
- 1997 : La Croisière aventureuse (Out to Sea)
- 1999 : Animalicious (TV)
- 1999 : Five Aces
- 1999 : Trash
- 2000 : The Natural History of the Chicken
- 2002 : R.S.V.P.
- 2003 : Punkin Chunkin (TV)
- 2003 : The Bognor Birdman Competition (TV)
- 2004 : Escapade à New York (New York Minute)
- 2004 : The First Year's A Bitch
- 2006 : The Oh in Ohio